# Kypert

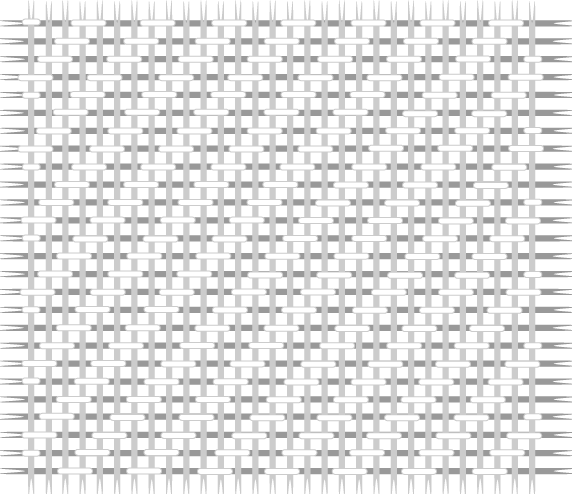
2/2-kypert.

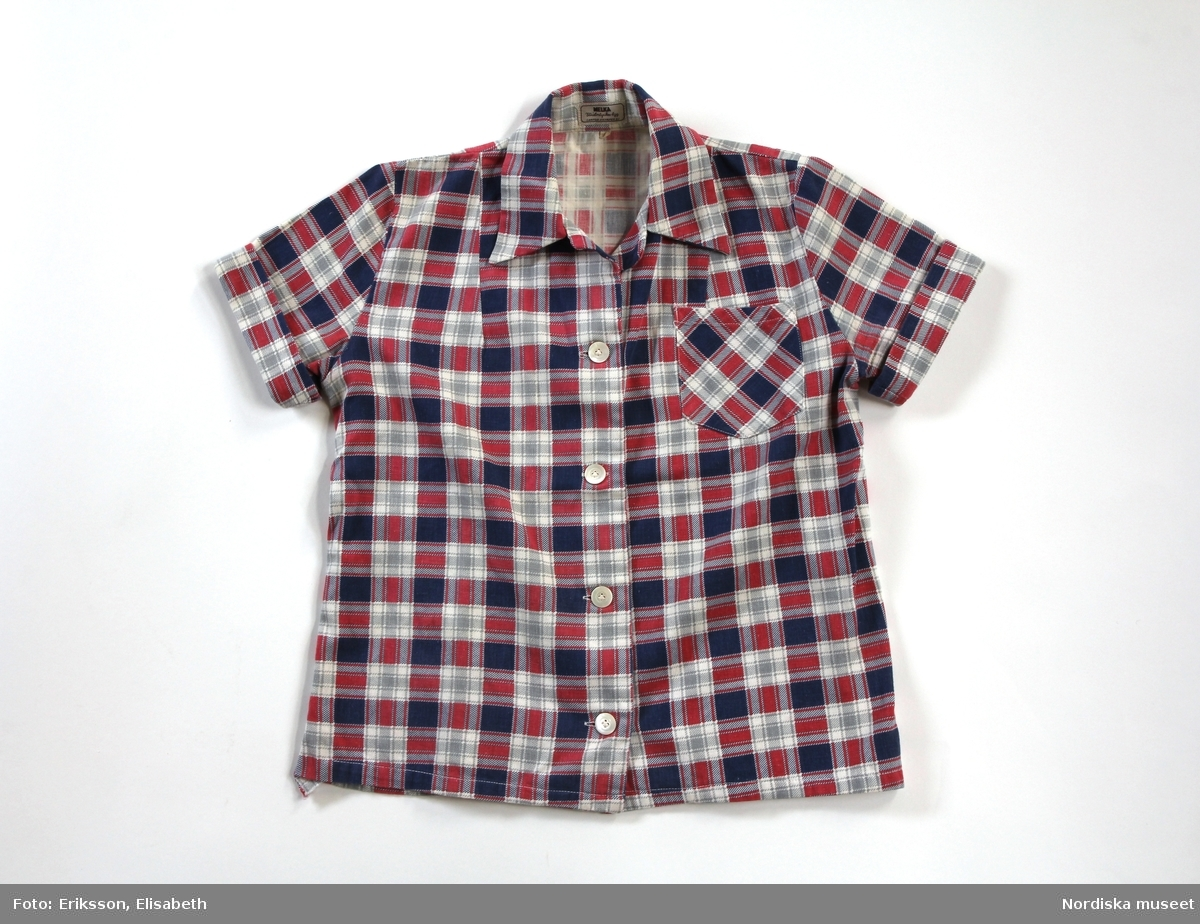
Blus av diagonalkypertvävd bomull.

Kypert är en av de tre grundbindningarna (det vill säga tuskaft, kypert och satin) i vävning. Bindningen ger en snett löpande linje över tyget, så kallad kypertlinje, eftersom bindepunkterna förflyttas ett steg åt sidan för varje inslag. Kypertlinjerna kan gå åt höger (högerkypert) eller vänster (vänsterkypert).
Bindningen kännetecknas av att varptrådarna går antingen över eller under minst två inslagstrådar (väft) samtidigt som själva bindepunkten förskjuts uppåt (s-lutning) eller nedåt (z-lutning) i förhållande till närmaste varptråd till vänster i väven.
Beroende på antalet varptrådar som inslaget går över eller under talar man om 2/1 (2-bindig) kypert eller 3/1 (3-bindig) kypert, där första siffran anger hur många inslag som varptråden går över, och den andra siffran antalet inslag som den går under. En 2/2-kypert kallas fyrskaftbatavia.
Kypert var en vanligt förekommande bindningstyp i textilfynden i Lödöse från 1300-talet, så även i Bockstensmannens klädedräkt. Exempel på tyger vävda i kypert är denim, batavia och gabardin.

## Olika typer av kypert
Den bindning, i vilken rätsidan huvudsakligen bildas av varptrådar, kallas varpkypert; om inslagen bildar huvudeffekten kallas bindningen inslagskypert.
Andra typer av kypert är spetskypert (fiskbensmönster), liksidig kypert (rätsida och avigsida ser helt lika ut), oliksidig kypert och korskypert.
Genom att i spetskypert vända på diagonallinjen enligt ett givet system kan man väva en teknik som heter korndräll. Det är en fyrskaftad, rutig spetskypert med oliksidig varpeffekt.
Hundtand är ett mönster som kan framställas genom att man väver kypert med olikfärgade garner.
Diamantkypert är en typ med rutliknande mönster med romber som står på sin spets (kortlekens ruter). Den fås genom systematisk växling mellan s‑kypert och z‑kypert. (Ordledet diamant i detta sammanhang är en anglicism av typen falska vänner från det engelska ordet diamond (= diamant) som benämning på en spetsstående romb.)
Sättet att väva kypert heter på engelska twill, men på svenska har twill som lånord kommit att (oegentligt) beteckna ett speciellt slags tyg vävt med kypertbindning. Detta tyg används ofta till herrkläder.
Spetskypert (det vill säga fiskbensmönster) heter på engelska i dagligt tal herringbone. Herringbone som inlån i svenska (även detta något oegentligt) har kommit att användas som namn på ett visst slags tyg, vävt med denna teknik, och ej som beteckning för själva vävsättet.